# Gumelem (Pakis)
Gumelem is een bestuurslaag in het regentschap Magelang van de provincie Midden-Java, Indonesië. Gumelem telt 1590 inwoners (volkstelling 2010).